# Mallophora fritzi
Mallophora fritzi là một loài ruồi trong họ Asilidae. Mallophora fritzi được Artigas & Angulo miêu tả năm 1980. Loài này phân bố ở vùng Tân nhiệt đới.